# Wayne Lakes, Ohio
Wayne Lakes là một làng thuộc quận Darke, tiểu bang Ohio, Hoa Kỳ. Năm 2010, dân số của làng này là 718 người.